# マティス・テル
マティス・テル（フランス語: Mathys Tel, 2005年4月27日 - ）は、フランス・サルセル出身のサッカー選手。プレミアリーグ・トッテナム・ホットスパーFC所属。ポジションはフォワード。

## クラブ経歴

### プロ入り前
『FCヴィリエ＝ル＝ベル』に6歳から所属すると、最初のコーチであるエリック・カンパナー氏はセンターバックとして育成するプランを選んだ。
11歳となった2016年9月よりパリを代表するパリFCの下部組織に加入するも、短期間（11ヶ月）で去っており、『ジュネス・オーベルビリエAS（通称：Asja）』に入団。ここでもディフェンダーだったが、当時の指揮官であるトーマス・ベルルット氏が現在のフォワードにコンバートした。ベルルット氏はセンターバックとして彼が優秀であったことは理解しつつも、フランスサッカー界ではすでにこのポジションに多くの才能を発見できることから、稀有な資質としてドリブルと爆発的なスピードを評価して、攻撃的な才能を伸ばすことを決断した。

### レンヌ
2020年にレンヌに加入した。プロデビューは2021年8月15日のリーグアンブレスト戦である（試合は1-1の引き分け）。16歳110日でのデビューは、レンヌの公式戦出場した最年少記録である。ちなみに、それまではエドゥアルド・カマヴィンガの記録が最年少だった。

### バイエルン・ミュンヘン
2022年7月26日、ブンデスリーガのFCバイエルン・ミュンヘンと5年契約を結んだ。移籍金は2,850 万ユーロ（ボーナス含む）である。2022年8月31日にはDFBポカールのFCヴィクトリア・ケルン戦で得点し（試合は5-0で勝利）、17歳126日での得点はクラブ最年少得点者記録だった。ブンデスリーガ第6節のシュトゥットガルト戦に先発出場すると、36分にアルフォンソ・デイヴィスの折り返しを左足で流し込み、先制点を挙げた。

### トッテナム・ホットスパー
2025年2月3日、プレミアリーグのトッテナム・ホットスパーFCへの買い取りオプション付きでのレンタル移籍が発表された。

## 代表経歴
ユースレベルの各年代でフランス代表を経験している。

## 私生活
テル自身はフランス本土の生まれだが、先祖はグアドループの出身である。

## 個人成績
2022-23シーズン終了時点
| クラブ                          | シーズン     | リーグ戦            | リーグ戦 | リーグ戦 | 国内カップ | 国内カップ | 国際大会 | 国際大会 | その他 | その他 | 合計 | 合計 |
| クラブ                          | シーズン     | ディビジョン        | 出場     | 得点     | 出場       | 得点       | 出場     | 得点     | 出場   | 得点   | 出場 | 得点 |
| ------------------------------- | ------------ | ------------------- | -------- | -------- | ---------- | ---------- | -------- | -------- | ------ | ------ | ---- | ---- |
| レンヌB                         | 2021-22      | フランス全国選手権3 | 6        | 6        | -          | -          | -        | -        | -      | -      | 6    | 6    |
| スタッド・レンヌ                | 2021-22      | リーグ・アン        | 7        | 0        | 1          | 0          | 2        | 0        | -      | -      | 10   | 0    |
| バイエルン・ミュンヘン          | 2022-23      | ブンデスリーガ      | 22       | 5        | 1          | 1          | 5        | 0        | 0      | 0      | 29   | 6    |
| バイエルン・ミュンヘン          | 2023-24      | ブンデスリーガ      | 30       | 7        | 2          | 1          | 8        | 2        | 1      | 0      | 41   | 10   |
| バイエルン・ミュンヘン          | 2024-25      | ブンデスリーガ      | 8        | 0        | 3          | 0          | 3        | 0        | -      | -      | 14   | 0    |
| バイエルン・ミュンヘン          | 通算         | 通算                | 60       | 12       | 6          | 2          | 16       | 2        | 1      | 0      | 84   | 16   |
| トッテナム・ホットスパー (loan) | 2025         | プレミアリーグ      | 13       | 2        | 1          | 1          | ５       | 0        | 1      | 0      | 20   | 3    |
| トッテナム・ホットスパー (loan) | 2025-26      | プレミアリーグ      |          |          |            |            |          |          |        |        |      |      |
| トッテナム・ホットスパー (loan) | 通算         | 通算                | 13       | 2        | 1          | 1          | 5        | 0        | 1      | 0      | 20   | 3    |
| キャリア通算                    | キャリア通算 | キャリア通算        | 86       | 20       | 8          | 3          | 23       | 2        | 2      | 0      | 119  | 25   |

## タイトル
バイエルン
- ブンデスリーガ : 2022-23

#### トッテナム・ホットスパー
- UEFAヨーロッパリーグ : 2024-25

フランス U17
- UEFA U-17欧州選手権: 2022 [11]
- UEFAヨーロッパリーグ:2024-2025